# Beat Wolf
Beat Wolf (Schaffhausen, 1952- ) svájci hárfakészítő, hárfarestaurátor és zenész.

## Élete
A német kultúrájú svájci Schaffhausenben született. Építészetet tanult, tanulmányait 1972-ben fejezte be. Angol népzenéket hallgatva kezdett érdeklődni a régi zene iránt. Tagja volt több együttesnek is, tekerőlanton és fafúvósokon játszott. E zenekarok reneszánsz és barokk muzsikát, valamint népzenét játszottak, nem ritkán a dzsessz és a pop területére is áttévedve. 1978-ban a Triton együttesnek lett a tagja.
Hangszergyártással 1976-ban kezdett foglalkozni. Saját zenekarainak készített rebeket, citerát, regált és más középkori, illetve reneszánsz eszközöket. Első hárfáját 1980-ban készítette, ez egy gótikus stílusú hangszer volt. 1987-ben bővítette a historikus hárfák választékát, és régi eszközök felújításával, restarurálásával is foglalkozni kezdett. Első pedálos hárfájával hosszas tanulmányok és kétévi előkészítés után 1992-ben jelentkezett. Ez egy 18. századi egyszeres mechanikájú replika volt, a világon az első korhű, hasonmás hárfa. Beat a gótikus hárfán valamicskét tudott játszani, de ezen a hangszeren már nem tanult meg igazán játszani. Mivel a hangszerkészítés lefoglalja, ezért az aktív zenéléssel 2002-ben felhagyott.
1997-től múzeumi és magán megrendelőknek restaurálást, katalogizálást végez. Dolgozott többek között a Germanisches Nationalmuseum (Nürnberg), a Musée de la Musique (Párizs), a Kunsthistorisches Museum (Bécs) és Musikinstrumenten-Museum (Berlin) intézményeknek.
Számos publikációja jelent meg, melyekben nemcsak a technikai, hanem a történelmi kérdéseket is tudományos igénnyel dolgozza fel. A 2001. évi Luzerni Nemzetközi Hárfakiállítás alkalmával Elizabeth Reta, Svájcban élő festőművész portréfilmet készített róla, ami később kiegészült műhelyfelvételekkel, zenével és megjelent DVD-n. A felvételen Masumi Nagasawa és Masako Shinto hárfások használják a hangszereit.

## Hárfák
A XVI. Lajos-korabeli hárfa 39 húros, hangolása F1-H3. A kezdetleges egyszeres mechanika miatt nem teljesen kromatikus. A beállítás 415, 430 vagy 440 Hz lehet. A hangszer 167 cm magas és 15 kg súlyú. A koronát, illetve az oszlopot a lábazatnál kézi faragás díszíti, ez felül csigavonalban futó növényi ornamentika. A rezonáns lapot az Esterházy-udvarban is foglalkoztatott cseh hárfaművész, Jean-Baptiste Krumpholz által tervezett kézi festés díszíti, mely részben növényi mintákat tartalmaz, részben pedig tájképet ábrázol. Wolf gótikus hárfája egy 1500-as évekből származó nürnbergi hangszer hasonmása. A rezonátortest egyetlen darabból készül. 26 húrt szerel rá, melyek beállítása 415, 440, 466 vagy 494 Hz lehet. Magassága 110 cm, súlya 2,5 kg. A hangolás 440-es beállításnál G1-D3. A fentieken kívül népi (hook- vagy kampós-) hárfát is készít az 1800-as évek legelejének barokk stílusában olasz, német vagy francia hangolóval.